# 潮干狩りサービック
潮干狩りサービック（しおひがり～）は、南海電気鉄道が発売しているサービックの一つである。潮干狩りシーズンにあわせて発売されるため、4月上旬～6月上旬までの期間限定である（生物のため、毎年変わる。2006年の特別措置は#2006年の貝毒発生による特別措置を参照）。なお、2007年4月20日にも二色の浜で貝毒が発生したため、二色の浜・たんのわ用は安全宣言が出るまで発売を停止している。

## 概要
南海沿線上の潮干狩り場になっている加太・たんのわ・二色の浜。その3ヵ所に行くために用意されたものである。旅行代理店では発売されていないが、加太についてはサザンの座席指定券がセットになったものもある。

## 内容
- 発駅～加太駅 or 淡輪駅 or 二色浜駅までの往復乗車券
- 各潮干狩り場入場券

## サービック割引料金例

### 加太海岸の場合
- 難波駅から加太駅までの往復乗車券と潮干狩り場入場券の通常合計金額は3,160円だが、このサービックを利用すると2,670円になる。
- 同駅からサザンを利用した場合は4,160円だが、このサービックを利用すると3,470円になる。

### たんのわ海岸の場合
- 同駅から淡輪駅までの往復乗車券と潮干狩り場入場券の通常合計金額は2,840円だが、このサービックを利用すると2,410円になる。

### 二色の浜海岸の場合
- 同駅から二色の浜駅までの往復乗車券と潮干狩り場入場券の通常合計金額は2,580円だが、このサービックを利用すると2,230円になる。

## 2006年の貝毒発生による特別措置
本来、このサービックは潮干狩りシーズン開始と共に登場する予定だったが、2006年に上記の3カ所で基準値以上の貝毒が検出されたため、海上保安庁が潮干狩りの自粛を呼びかけた。そのため、3ヵ所とも安全が確認されるまで開場しないという措置を取ったため、このサービックの発売も見送られた。その後、加太以外の開場が決定されたため、加太を除いた2ヶ所のサービックを発売することになった。